# Phare de Náozhōu

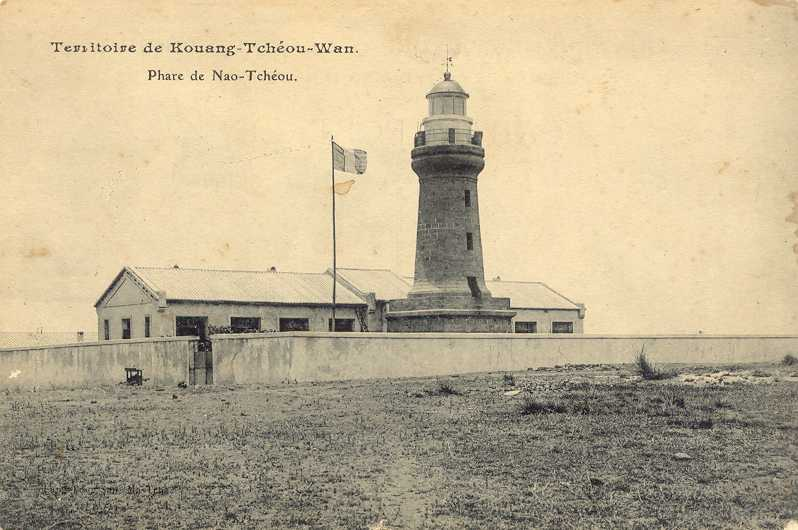
Le phare en 1905.

Le Phare de Náozhōu (anciennement «Phare de Nao-Tchéou»; chinois traditionnel : 硇洲燈塔 ; chinois simplifié : 硇洲灯塔 ; pinyin : Náozhōu dēngtǎ) est un phare maritime situé sur l'île de Nao-Tchéou (Náozhōu), qui fait partie de la ville de Zhanjiang de la province de Guangdong en Chine. Le phare fut commissionné par le commissaire français de Kouang-Tchéou-Wan et il fut construit en 1898 par les travailleurs locaux.